# Ao Vivo no Japão
Ao Vivo no Japão é o primeiro álbum ao vivo da banda brasileira Trazendo a Arca, gravado nos dias 14, 15 e 16 de agosto durante o evento Aviva Japão no Teatro Ichinomiya, localizado na cidade de Nagoya, Japão. O trabalho foi lançado no Brasil no início de setembro do mesmo ano, durante a ExpoCristã de forma independente, junto à versão playback do álbum Marca da Promessa e o disco Profético do baterista André Mattos.
Segundo a própria banda, o trabalho foi gravado de maneira simples e seus lucros seriam retornados à missões religiosas no Japão. A obra foi gravada sem participação de músicos convidados. O repertório mesclou canções de todos os álbuns inéditos dos músicos lançados quando eram integrantes do Toque no Altar. Além disso, foram gravadas duas faixas inéditas, um instrumental e "Me Rendo". Em questões de sonoridade, Ao Vivo no Japão é um disco de música cristã contemporânea que mescla gêneros como o congregacional e pop rock.
Apesar de ser um projeto pouco divulgado e artisticamente trabalhado, principalmente por não ser uma obra inédita, Ao Vivo no Japão vendeu mais de cinquenta mil cópias e recebeu críticas favoráveis, cujas análises destacaram o entrosamento da banda e a performance dos músicos, sem a participação de convidados.

## Antecedentes e gravação

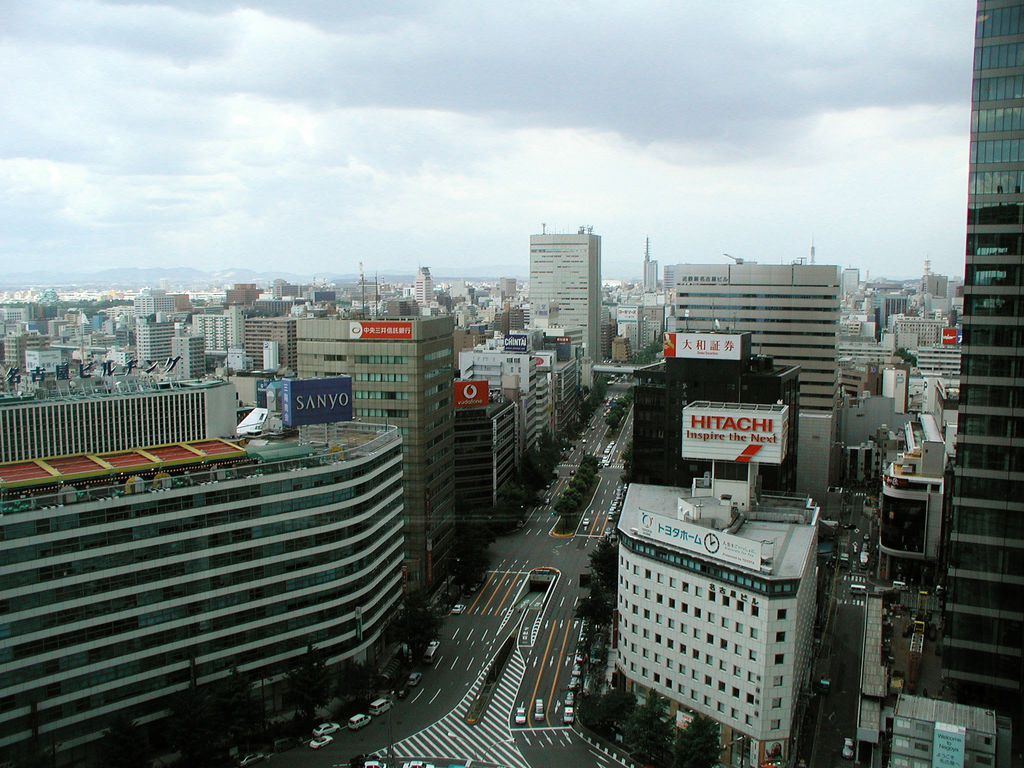
Vista da cidade de Nagoya, onde o trabalho foi gravado

A divisão no Toque no Altar e o nascimento do Trazendo a Arca causavam grande impacto na mídia cristã brasileira, além de vários processos judicais. Em junho de 2007, a nova banda lançava o disco Marca da Promessa, e já anunciava a produção de novos projetos.
Para divulgar seu álbum de estreia, o Trazendo a Arca realizou uma turnê, que passou em vários locais do Brasil e em outros países, como Inglaterra, Israel, França e Portugal. Segundo Verônica Sacer, o grupo permaneceu vinte dias no Japão, onde promoveu a gravação de um álbum ao vivo.
O evento para a gravação do disco foi o Aviva Japão, realizado todos os anos no país em prol de unir brasileiros e japoneses evangélicos. Chegando à sua terceira edição, o Trazendo a Arca era o convidado do ano. A gravação ocorreu em três dias: 14, 15 e 16 de agosto, com a banda performando canções sem quaisquer músicos convidados.

Esse CD foi muito rústico, gravado com um laptop, uma pequena placa de som e muita vontade de abençoar o Reino de Deus. A intenção desse trabalho foi reverter a sua renda em missões no Japão junto com o pastor Ricardo Kitaoka - brasileiro radicado no Japão. Graças a Deus essa coletânea teve êxito em vendas, chegando até a nos surpreender, cumprindo com o propósito no qual foi criada.

-Deco Rodrigues falando sobre a gravação e a repercussão em vendas do trabalho.
Segundo o baixista Deco Rodrigues, a gravação do álbum foi extremamente rústica, usando um notebook contendo uma pequena placa de som, embora a vontade da banda era de fazer algo grande em prol de colaborar em evangelizações, arrecadando fundos para financiar missões no Japão promovidas pelo pastor Ricardo Kitaoka. A apresentação reuniu cerca de mil pessoas.
Um dos pontos do processo judicial que envolvia Trazendo a Arca e Ministério Apascentar era uma tentativa de proibição para que os integrantes da nova banda não pudessem tocar suas próprias composições gravadas e lançadas como Toque no Altar. Por isso, a gravação e distribuição de Ao Vivo no Japão se configurava como um novo capítulo no conflito, que se estendeu até o final de 2009.
O projeto gráfico foi idealizado e produzido por David Cerqueira, que pôs fotos de cada integrante da banda com as respectivas letras do repertório. Na parte frontal, consta-se ao fundo em cores claras o mapa do planeta Terra, o logotipo do grupo e o título do disco.

## Lançamento e recepção
| Críticas profissionais | Críticas profissionais |
| Avaliações da crítica  | Avaliações da crítica  |
| Fonte                  | Avaliação              |
| ---------------------- | ---------------------- |
| Super Gospel           | [ 13 ]                 |
| O Propagador           | [ 14 ]                 |

Quase um mês após a gravação, o álbum foi lançado durante a ExpoCristã no início do mês de setembro daquele ano. O trabalho chegou a vender mais de cinquenta mil cópias no Brasil, fazendo com que a obra superasse as expectativas da própria banda.
Ao Vivo no Japão recebeu avaliações favoráveis nas duas ocasiões em que foi alvo de críticas especializadas. Roberto Azevedo do Super Gospel destacou o uso das guitarras em substituição dos metais em "Toda Sorte de Bênçãos", o arranjo com técnicas do jazz em "Mais", o virtuosismo do tecladista Ronald Fonseca em "Abro Mão" e "Deus de Promessas", a dinâmica de "Restitui", os riffs em "O Chão Vai Tremer" e as letras de "Bendito Serás" e "Me Rendo". Em 2017, o Super Gospel promoveu uma observação de toda a discografia da banda, e o álbum recebeu uma cotação de 4 de 5 estrelas ao projeto, com a justificativa de que o disco é "um dos registros mais orgânicos da banda" e "facilita para que os integrantes brilhem mais".
Em 2015, o guia discográfico do portal O Propagador atribuiu quatro de cinco estrelas ao álbum, afirmando que Ao Vivo no Japão é a síntese do ditado que menos é mais, com o instrumental da banda reduzido, tendo mais espaço para improvisações.
Por ser um trabalho de regravações e com propósitos definidos, o trabalho foi pouco divulgado. Em 2010, o projeto foi relançado em formato físico pela gravadora carioca Graça Music. Em 2012, as canções "Me Rendo" e "Abro Mão" foram lançadas na coletânea 10 Anos, lançada pelo selo Digital Music. Em 2011, o ex-vocalista Davi Sacer regravou "Me Rendo" para o álbum No Caminho do Milagre, lançado pela Som Livre.

## Estilo musical e canções

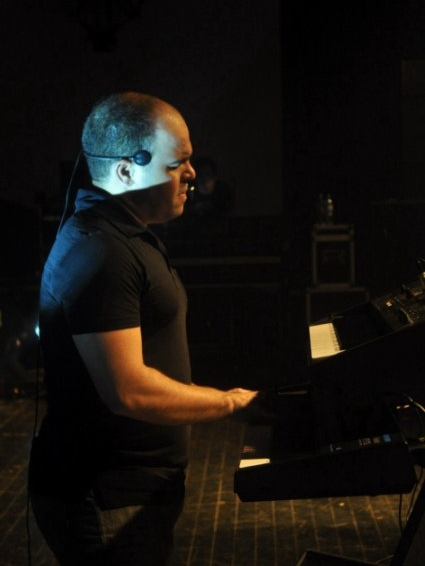
Ronald Fonseca trabalhou como tecladista, produtor musical, arranjador e também mixou a obra

Por ser uma obra de regravações, Ao Vivo no Japão segue o estilo musical contido nos trabalhos anteriores, porém focadas apenas em arranjos de base. Sem arranjo de cordas e metais, a banda explorou mais a guitarra neste trabalho, como na canção "Toda Sorte de Bênçãos". A "Abertura" é um instrumental de autoria de Ronald Fonseca. Sua melodia, com a voz de Davi Sacer, prepara um ar congregacional durante a gravação.
Das canções do repertório, "Toque no Altar" foi executada com pequenas alterações de seu arranjo original, assim como "Deus de Promessas". Em contrapartida, "Mais" perdeu sua sonoridade eletrônica para uma musicalidade com forte presença do teclado e da bateria, trazendo como consequência um arranjo com influências de swing. Em "Abro Mão", "Deus de Promessas" e "Restitui" o teclado é a base das faixas, apesar de nas duas primeiras a sonoridade deste é virtuosa e na última simples.
A única faixa inédita, "Me Rendo", cuja autoria é de Davi Sacer e Ronald Fonseca tem poucos versos. No entanto, é uma das maiores faixas por conta da dinâmica executada pelo Trazendo a Arca. E "Bendito Serás" é outra faixa de poucas diferenças em seu arranjo, porém é uma canção musicalmente simples.
O álbum foi gravado exclusivamente pela banda, ficando a cargo apenas de Toney Fontes o processo de masterização. Ao contrário dos discos gravados em estúdio, o vocalista Luiz Arcanjo ficou a cargo do violão, Isaac Ramos exclusivamente da guitarra e os instrumentistas André Mattos, Deco Rodrigues e Ronald Fonseca auxiliaram nos vocais de apoio.

## Prêmios e indicações
Durante a décima terceira edição da premiação Troféu Talento, o Trazendo a Arca chegou a ser indicado em várias categorias, em sua maioria destinadas ao álbum Marca da Promessa. Por isso, Ao Vivo no Japão nem chegou a receber algum tipo de indicação ao prêmio. Apesar de nenhuma indicação para este trabalho, Trazendo a Arca saiu-se vencedor em quase todas as categorias em que recebeu indicações, perdendo apenas de "Destaque de 2007" para o cantor Nani Azevedo.

## Relançamentos
Ao Vivo no Japão foi originalmente lançado de forma independente pela própria banda em 2007. Quando a banda assinou contrato artístico com a gravadora Graça Music em abril de 2010, o álbum passou a fazer parte do catálogo da gravadora carioca e sua edição em formato físico passou por leves mudanças. Essa edição permaneceu sendo vendida no mercado musical por mais de uma década, mesmo anos após do fim de contrato com a gravadora. O álbum só foi completamente publicado nas plataformas de streaming em 2023, quando toda a discografia da banda publicada até 2009 foi relançada de forma independente.

## Faixas
A seguir está a lista de faixas do trabalho Ao Vivo no Japão, segundo o encarte do disco:
| N.º            | Título                  | Compositor(es)                           | Vocais                        | Duração |  |
| 1.             | "Abertura"              | Ronald Fonseca                           | Davi Sacer                    | 3:52    |  |
| 2.             | "Toda Sorte de Bênçãos" | Davi Sacer Verônica Sacer Ronald Fonseca | Davi Sacer                    | 7:02    |  |
| 3.             | "Toque no Altar"        | Davi Sacer Luiz Arcanjo                  | Davi Sacer                    | 5:15    |  |
| 4.             | "Mais"                  | Davi Sacer Luiz Arcanjo                  | Luiz Arcanjo e Verônica Sacer | 7:42    |  |
| 5.             | "Me Rendo"              | Davi Sacer Ronald Fonseca                | Davi Sacer e Verônica Sacer   | 10:33   |  |
| 6.             | "Abro Mão"              | Luiz Arcanjo                             | Luiz Arcanjo                  | 7:12    |  |
| 7.             | "Bendito Serás"         | Davi Sacer Luiz Arcanjo Deco Rodrigues   | Davi Sacer                    | 5:19    |  |
| 8.             | "Restitui"              | Davi Sacer Luiz Arcanjo                  | Luiz Arcanjo                  | 8:41    |  |
| 9.             | "Deus de Promessas"     | Davi Sacer Verônica Sacer Ronald Fonseca | Davi Sacer                    | 11:06   |  |
| 10.            | "O Chão Vai Tremer"     | Luiz Arcanjo Davi Sacer                  | Luiz Arcanjo                  | 6:52    |  |
| Duração total: | Duração total:          | Duração total:                           | Duração total:                | 73:59   |  |

## Ficha técnica
A seguir estão listados os músicos envolvidos na produção de Ao Vivo no Japão:
Banda
- Luiz Arcanjo – vocais, violão
- Davi Sacer – vocais
- Verônica Sacer – vocais
- Deco Rodrigues – baixo, vocal de apoio
- André Mattos – bateria, vocal de apoio
- Isaac Ramos – guitarra
- Ronald Fonseca – teclado, arranjos, produção musical e mixagem

Equipe técnica
- Toney Fontes – masterização

Projeto gráfico
- David Cerqueira – design